# 岸本由豆流
岸本 由豆流（きしもと ゆずる、寛政元年（1789年） - 弘化3年閏5月17日（1846年7月10日））は、江戸時代後期の国学者。やまぶき園、尚古考証園と号した。

## 人物
寛政元年（1789年）、伊勢国朝田村において生まれる。朝田某の子という。後に、幕府弓弦師・岸本讃岐の養子となり、岸本大隅と称した。
国学者・村田春海の門に入り、国学を学ぶ。早くに家業の弓弦師を長男に譲って退隠し、考証・著作に専念したという。著書に『万葉集考証』『土佐日記考証』『後撰集標注』などがある。蔵書が3万巻に及んだという典籍の収集家でもあった。
晩年は、浅草聖天町に住み、狩谷棭斎、市野迷庵、村田了阿、北静盧らと交友した。弘化3年（1846年）閏5月17日、死去。浅草の誓願寺塔頭林宗院に葬られた。

## 関連文献
- 藤岡忠美「「和泉式部集標注」と岸本由豆流」国語国文研究21号（北海道大学国語国文学会,1962-03）